# Страхование ответственности автоперевозчика
Страхование ответственности автоперевозчика — вид страхования ответственности, предназначенный для обеспечения страховой защитой имущественных интересов автоперевозчика, связанных с возмещением им ущерба в связи с возможными претензиями о компенсации причинённого вреда со стороны лиц, заключивших с перевозчиком договор о перевозке грузов.  
Автомобильный перевозчик несет ответственность за полную или частичную утрату груза и ущерб, причиненный им с момента принятия товара до момента его доставки. Основные положения, регламентирующие взаимоотношения между грузоперевозчиком, грузоотправителем и грузополучателем, содержатся в Конвенции о договорах международной дорожной перевозки грузов (КДПГ), подписанной в 1956 году в Женеве и разработанной в рамках Комитета по внутреннему транспорту Европейской экономической комиссии ООН. Советский Союз присоединился к этой конвенции в 1983 году.
Объектом страхования ответственности автоперевозчика является его обязанность по возмещению ущерба в связи с возможными претензиями о компенсации причиненного вреда со стороны лиц, заключивших с перевозчиком договор о перевозке грузов. Страхование ответственности автоперевозчика в отличие от страхования автогражданской ответственности является добровольным видом страхования. Однако в международном автомобильном сообщении это страхование получило широкое развитие, поскольку служит для владельца груза дополнительной гарантией выполнения обязательств, взятых на себя перевозчиком.
Договор страхования ответственности при международных перевозках обычно предусматривает :
- ответственность за фактическое повреждение и/или гибель груза и за косвенные убытки, связанные с этими обстоятельствами;
- ответственность за ошибки или упущения служащих, повлёкшие финансовые убытки у клиентов;
- ответственность автоперевозчика перед таможенными властями;
- ответственность перед третьими лицами в случае причинения вреда грузом.